# 内尔松·奎瓦斯
内尔松·拉斐尔·奎瓦斯·阿马里利亚（1980年1月10日亚松森 - ），巴拉圭足球运动员，司职前锋。